# Bernat I d'Armanyac
Bernat I, dit el Guenyo, mort el 995, fou el primer comte privatiu d'Armanyac. Era el fill segon de Guillem de Fesenzac, comte de Fesenzac, del qual el país d'Armanyac feia part.
A la mort del seu pare, el 960, va rebre en herència el comtat d'Armanyac. En expiació de les seves malifetes, va fer vot de fer un pelegrinatge a Jerusalem, però no el va poder complir i va fundar en compensació la basílica de Saint-Orens a Auch. Va morir el 995 i el seu fill Guerau I Trancalleó, († 1020), el va succeir.